# Luigi Tasso

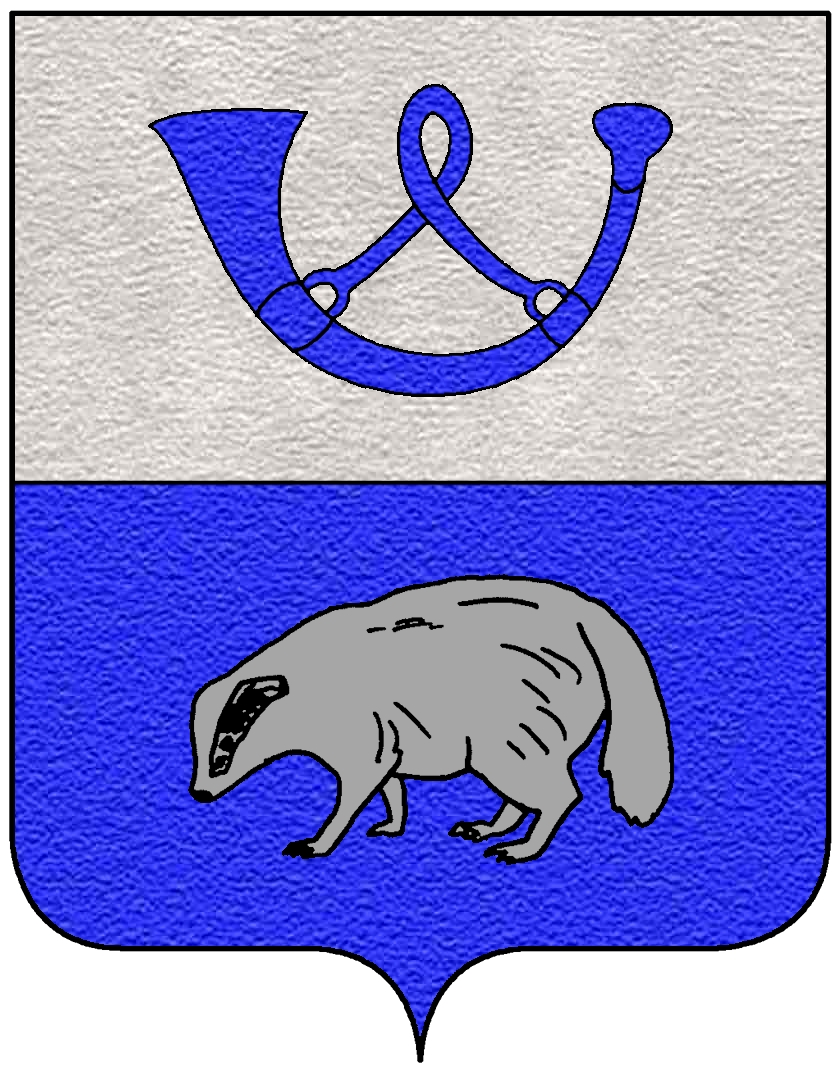
Stemma dei Tasso

Luigi Tasso, o Alvise (Bergamo, 1468 – Redona, 3 settembre 1520), è stato un vescovo cattolico italiano.

## Biografia
Appartenne alla nobile famiglia bergamasca dei Tasso, figlio di Agostino e fratello di Domenico che aveva commissionato il polittico della Pentecoste dal Bergognone per la chiesa di Santo Spirito di Bergamo, e prozio del poeta Torquato Tasso. Dal 1500 guidò la 
diocesi di Parenzo e qui fece restaurare l'antica Basilica Eufrasiana.
Nel 1511 commissionò il monumento funebre dei genitori Agostino e Caterina a Antonio Fantoni di Rosciano posto nella quinta cappella a sinistra della chiesa di Bergamo, cappella eretta dal fratello Domenico Tasso e dalla moglie Elisabetta Rota, di cui la famiglia aveva il giuspatronato..
Fu affidatario del nipote Bernardo Tasso, padre del poeta Torquato, fino alla notte del 5 settembre 1520 quando, mentre si trovava nella sua villa di Redona, presso Bergamo, venne ucciso da quattro rapinatori che irruppero nella sua casa derubandolo di otto mila ducati. La predicazione di fra Pietro da Lucca era stata premonitrice del funesto evento. Durante una predica domenicale nel periodo quaresimale, avuta sulla piazza delle Trinità, in prossimità della chiesa omonima, davanti ai maggiori prelati di Bergamo: il vescovo Pietro Lippomano, il suffraganeo don Gabriele Castelli, e l'arcivescovo Bartolomeo Assonica, aveva annunciato un periodo di gravi castichi, petilenze e guerre se la popolazione non si fosse pentita dei peccati.
Fu sepolto nella chiesa di Santo Spirito di Bergamo, il cui cenotafio venne affidato ad Anselmo Cortesi dove è impressa la scritta Latronis vita et fortunis spoliatum. Un dipinto di Agostino Facheris Madonna col Bambino, sant'Antonio da Padova, il vescovo Luigi Tasso e sant'Agostino lo ritrae come offerente in una sacra conversazione tra la Madonna col Bambino e i santi Antonio di Padova e Agostino.